# Port-Louis, Morbihan
Port-Louis (bretonska: Porzh-Loeiz) är en kommun i departementet Morbihan i regionen Bretagne i nordvästra Frankrike. Kommunen ligger i kantonen Port-Louis som tillhör arrondissementet Lorient. År 2022 hade Port-Louis 2 689 invånare.

## Befolkningsutveckling
Antalet invånare i kommunen Port-Louis
| Referens: INSEE |